# Mainardino von Imola
Mainardino von Imola († um 1250), eigentlich Mainardino degli Aldig(hi)eri, war ein im 13. Jahrhundert wirkender italienischer Geistlicher und Geschichtsschreiber.
Mainardino stammte aus einer bekannten Familie aus Ferrara. Er schlug eine kirchliche Laufbahn ein und war unter anderem Kanoniker in Bologna und Propst der Bischofskirche in Ferrara. Von 1207 bis 1249 war er Bischof der Stadt Imola und fungierte dort außerdem als Podestà (1209/10 und 1221). Der kaiserfreundlich gesinnte Mainardino stand in engem Kontakt zu Kaiser Friedrich II. und dessen Hof.
Mainardino verfasste ein Geschichtswerk über Friedrich II., das wohl in Form einer Biographie über dessen Taten berichtete. Aufgrund seiner guten Beziehung zum Kaiser konnte Mainardino darin sicherlich Informationen aus erster Hand verarbeiten. Das Werk ist nicht erhalten, es wurde aber offenbar später noch herangezogen. So erwähnt Pandolfo Collenuccio in seiner Ende des 15. Jahrhunderts verfassten Geschichte Neapels auch Mainardino als eine Quelle.